# The Order (groupe armé)
Pour les articles homonymes, voir The Order.
The Order (en français : l'Ordre) est un groupe armé néonazi aux États-Unis. Il a été fondé par Robert Jay Mathews à Washington.

## Histoire
Mathews a été baptisé dans la foi mormone en tant que lycéen. Il a formé les « Fils de la Liberté », une milice anti-communiste composée principalement de survivalistes mormons, de fondamentalistes et d'associés de John Singer qui n'avait aucun lien avec les Fils de la liberté historiques.
Un objectif fondamental de The Order était la révolution contre le gouvernement américain, qui, selon les membres de The Order et ceux d'autres groupes de suprémacistes blancs, serait contrôlé par une cabale des Juifs éminents. The Order a été nommé d'après un modèle terroriste fictif dans le roman de William Luther Pierce, Les Carnets de Turner.
Les objectifs de l'Ordre comprenaient la création d'une patrie (maintenant l'impératif territorial du Nord-Ouest) à partir de laquelle les Juifs et les non-blancs seraient interdits. Ils ont souvent appelé le gouvernement fédéral des États-Unis le ZOG, acronyme de gouvernement d'occupation sioniste. Les membres de l'Ordre étaient Randy Evans, Gary Yarborough, Bruce Pierce, Denver Parmenter, Frank DeSilva (également connu sous le nom de Frank Silva), Richard Scutari, David Lane, Randy Duey et David Tate.
L'Ordre a dressé une liste d'ennemis, et le 18 juin 1984, l'animateur de talk-show radio Alan Berg a été assassiné devant son domicile par Bruce Pierce, aidé par d'autres membres de l'Ordre. Berg était numéro deux sur la liste noire de l'organisation.
En décembre 1984, les autorités ont pu situer Mathews dans une maison sur l'île de Whidbey, d'où il a refusé de se rendre. Au cours de la fusillade qui suivit, la maison fut enflammée par des torches incendiaires, détruite par le feu, et Mathews fut tué. Il est considéré comme un martyr par certains nationalistes blancs,.

### Financement
Ensuite, le groupe a discuté de la façon de financer les actions de l'Ordre, en envisageant des appels d'offres pour le détournement de bois et les contrats de bois, la contrefaçon d'argent, le financement de la diaspora des pays pétroliers d'outre-mer et les vols. Bien que les contrats sur le bois soient légaux, la contrefaçon d'argent fait appel aux idéaux du groupe en ce qu'elle sape le gouvernement en dévaluant la devise américaine. Le vol a d'abord été refusé en tant qu'option en raison de sa nature pécheresse perçue, jusqu'à ce que quelqu'un suggère de voler des proxénètes et des dealers de drogue, ce qui permettrait de collecter des fonds pour l'organisation et de faire reculer les criminels de rue dans leurs entreprises.
L'Ordre a recueilli des fonds par le vol. Cela a commencé par le cambriolage d'un magasin de vidéos pornographiques, qui leur a rapporté 369,10 $. Leurs vols ultérieurs ont été plus efficaces, y compris celui d'une banque, suivi d'une série de trois vols de voitures blindées qui leur ont rapporté un total de 4,1 millions de dollars, comprenant leur dernier vol de véhicule, près d'Ukiah, en Californie, qui leur a rapporté 3,8 millions de dollars. L'Ordre a fait exploser une bombe incendiaire chronométrée dans une salle de cinéma à Seattle (sans faire de morts ou de blessés), afin d'occuper la police lors de son deuxième vol d'automobile planifié qui a eu lieu le lendemain. Le produit de ces vols a été distribué aux dirigeants d'organisations sympathisantes telles que William Luther Pierce (Alliance nationale) et Frazier Glenn Miller, Jr. (White Patriot Party).
Le groupe a également mené une opération de contrefaçon, mais leurs factures étaient de mauvaise qualité, surtout au début, et elles ont conduit Bruce Pierce en prison très tôt, et plus tard, elles ont précipité la chute du groupe.

### Chute
L'Ordre a finalement chuté lorsqu'un membre de l'Ordre, Tom Martinez, s'est approché du FBI et est devenu son informateur. Son rôle dans l'organisation avait consisté écouler de la fausse monnaie et il avait été arrêté le 29 juin 1984 pour avoir utilisé des billets de dix dollars contrefaits pour acheter de l'alcool. Avant son jugement, Matthews l'a convaincu de rentrer dans la clandestinité, mais Martinez a appris que Matthews avait l'intention de tuer le propriétaire du magasin d'alcools pour l'empêcher de témoigner. Lorsqu'il eut connaissance ce plan, il a contacté le FBI et lui a proposé de devenir son informateur.

## Dans la culture populaire
Le groupe armé a inspiré le film du même nom The Order, Nicolas Hoult interprétant le rôle de Robert Jay Mathews.